# Парламентские выборы в Испании (2008)
Парламентские выборы в Испании 2008 года состоялись в воскресенье, 9 марта и стали девятыми, проведёнными в соответствии с испанской Конституцией 1978 года. Были избраны все 350 членов Конгресса депутатов и 208 из 259 сенаторов. В выборах приняло участие 75,66 % зарегистрированных избирателей.
Выборы 2008 года вновь продемонстрировали приверженность избирателей двухпартийной системы, показав одновременно рекордный результат как для правящей Испанской социалистической рабочей партии (ИСРП), так и для оппозиционной Народной партии (ПП). Впервые в испанской истории сразу две партии смогли получить более 10 миллионов голосов каждая, в сумме за обе ведущие силы испанской политической сцены отдали свои голоса более 21 млн избирателей (более 83 % голосов), завоевав 92 % мест в Конгрессе. ИСРП под руководством Хосе Луиса Родригеса Сапатеро смогла извлечь выгоду из тактического голосования против Народной партии, не добрав всего 7 мест до абсолютного большинства в нижней палате. В свою очередь, правоцентристы Мариано Рахоя увеличив своё представительство в парламенте не смогли обогнать социалистов.
«Объединённые левые» получили свой худший результат в истории. Региональные националистические партии, Конвергенция и Союз, Республиканская левая Каталонии, Баскская националистическая партия и Союз арагонцев, также пострадали от тактического голосования против Народной партии, снизив свои результаты. Созданная менее года назад партия Союз, прогресс и демократия, собрав чуть более 300 000 голосов и завоевав 1 мандат, стала первой за последние два десятилетия общенациональной партией за пределами традиционной тройки (ИСРП, Народная партия, «Объединённые левые») представленной в парламенте.
В апреле 2008 года Сапатеро был приведён к присяге в качестве премьер-министра Испании на второй срок, в то время как испанская экономика начала показывать признаки усталости и экономического спада после десятилетия роста.

## Законодательная власть
Генеральные Кортесы, орган испанской законодательной власти, которые предстояло избрать 6 июня 1993 года, состояли из двух палат: Конгресса депутатов (нижняя палата, 350 депутатов) и Сената (верхняя палата, 208 выборных депутатов). Законодательная инициатива принадлежала обеим палатам, а также правительству, но Конгресс имел большую власть, чем Сенат. Только Конгресс мог утвердить премьер-министра или проголосовать за его отставку, и он мог отменить вето Сената абсолютным большинством голосов. Тем не менее, Сенат обладал несколькими эксклюзивными функциями, в частности, по утверждению конституционных поправок.
Премьер-министр может распустить палаты в любой момент времени — либо одну, либо обе — и назначить досрочные выборы. В противном случае, избранные депутаты и сенаторы отбывали положенный четырёхлетний срок, начиная со дня выборов. Кроме того, в случае если Конгресс депутатов в течение двух месяцев не мог избрать нового главу правительства, обе палаты должны были автоматически распускаться, что также приводило к назначению досрочных выборов.
Эта система, закреплённая Конституцией Испании 1978 года, должна была предоставить политическую стабильность правительству, а также укрепить позиции премьер-министра, предусматривая вынесение вотума недоверия только Конгрессом. Она также внедрила более эффективную защиту от изменений конституции, требуя участия в принятии поправок обеих палат, а также предусмотрев специальный процесс с более высокими порогами утверждения и строгие требования в отношении общих конституционных реформ или поправок, касающихся так называемых «защищённых положений».

## Избирательная система
В 1985 году был принят новый закон о выборах, заменивший заменил временное законодательство, действовавшее с 1977 года. Таким образом, избирательная система и все процедуры выборов, с некоторыми изменениями, были отныне прописаны в едином законе. В частности, группы избирателей получали право выдвинуть кандидатов только собрав подписи не менее 1 % зарегистрированных избирателей в конкретном районе. Голосование проходило на основе всеобщего избирательного права, с участием всех граждан старше восемнадцати. В 2007 году были введены гендерные квоты, в соответствии с которыми партийные списки должны включать не менее 40 % кандидатов обоих полов, причём в каждой группе из пяти кандидатов должно быть не менее двух мужчин и двух женщин.
348 мест в Конгрессе депутатов были распределены между 50 многомандатными избирательными округами, каждый из которых соответствовал одной из 50 испанских провинций, ещё два места были предназначены для Сеуты и Мелильи. Каждая провинция имела право как минимум на два места в Конгрессе, остальные 248 мест были распределены среди 50 провинций пропорционально их населению. Места в многомандатных округах распределялись по методу д’Ондта, с использованием закрытых списков и пропорционального представительства. В каждом из многомандатных округов к распределению мандатов допускались только списки сумевшие преодолеть порог в 3 % действительных голосов, которые включали и пустые бюллетени.
208 мест в Сенате был распределены между 58 округами. Каждый из 47 округов на полуострове, имел четыре места в Сенате. Островные провинции, Балеарские и Канарские острова, были разделены на девять округов. Три больших округа, Мальорка, Гран-Канария и Тенерифе, получили по три места в Сенате, малые округа, Менорка, Ивиса—Форментера, Фуэртевентура, Гомера—Иерро, Лансароте и Пальма — по одному. Сеута и Мелилья избирали по два сенатора. В общей сложности, в Сенате насчитывалось 208 депутатов, избираемых прямым голосованием, с использованием открытого списка с частичным блоком голосования. Вместо того, чтобы голосовать за партии, избиратели отдавали голоса за отдельных кандидатов. В четырёхмандатных округах избиратели могли проголосовать не более чем за три кандидата, в трёх- и двухмандатных за двух кандидатов, в одномандатных округах за одного кандидата. Кроме того, каждое из автономных сообществ могли избрать по крайней мере одного сенатора и имели право на одно дополнительное место на каждый миллион жителей.

## Кандидаты
По традиции первое место в партийном списке в провинции Мадрид занимает официальный кандидат партии в премьер-министры. Небольшие партии, которые не рассчитывают завоевать достаточное количество мест для того, чтобы претендовать на должность премьер-министра, обычно, определяют в качестве основного кандидата одного из своих лидеров. Эти кандидаты, как правило, фигурируют в национальных средствах массовой информации Испании чаще, чем другие кандидаты. Региональные, провинциальные и местные СМИ также почти всегда освещают деятельность кандидатов в премьер-министры вместе с ведущими кандидатами в своём районе.

### ИСРП
Как и в 2004 году, правящая Испанская социалистическая рабочая партия выдвинула свои списки во всех испанских округах. В Каталонии её представляла Партия социалистов Каталонии, в Стране Басков — Социалистическая партия Страны Басков–«Левые Страны Басков». ИСРП вновь шла на выборы во главе с Хосе Луис Родригесом Сапатеро, теперь уже в качестве действующего премьер-министра. О выдвижении Сапатеро на должность главы правительства от социалистов было объявлено 25 ноября 2007 года на митинге в Фуэнлабрада (провинция Мадрид). Кроме него в мадридский список партии были включены второй вице-премьер и министр экономики и финансов Педро Сольбес и координатор избирательной кампании Хесус Кальдера, а также депутат Мануэль де ла Роча, представлявший Всеобщий союз трудящихся.
Список ИСРП в провинции Валенсия возглавила вице-премьер Мария Тереса Фернандес де ла Вега, в Толедо — Хосе Боно Мартинес (бывший министр обороны и президент Кастилии-Ла-Манчи, 21 лет во главе Толедского списка), в Ла-Корунье — министр культуры Сесар Антонио Молина, в Кадисе — министр внутренних дел Альфредо Перес Рубалькаба, в Малаге — министр общественных работ Магдалена Альварес, в Леон — бывший министр внутренних дел Хосе Антонио Алонсо, в Барселоне — бывший министр жилищного строительства (а позже министр обороны) Карме Чакон.

### Народная партия
Народная партия (НП) выдвинула свои списки почти во всех округах, только в Наварре она шла на выборы совместно с Союзом наваррского народа. Список партии вновь возглавил Мариано Рахой, преемник первого премьера-народника Хосе Марии Аснара. Он был выдвинут кандидатом в главы правительства Национальным руководящим советом партии 10 сентября 2007 года. Рахой выбрал в качестве своего кандидата на пост второго вице-премьера и министра экономики и финансов Мануэля Писарро, ранее возглавлявшего энергетическую компанию Endesa и известного своей критикой экономической политики правительства Сапатеро.
Распределение мест в списке НП от Мадрида привело к конфликту между мэром испанской столицы Альберто Руисом-Гальярдоном с одной стороны, и президентом Сообщества Мадрид и лидером партии в этом автономном сообществе Эсперансой Агирре. Последующий отказ руководства Народной партии включить Руиса-Гальярдона в список расценили как победу Агирре. Некоторые политики и обозреватели назвали это победой наиболее реакционных кругов НП, близких к Агирре, над умеренными, представленными Руисом-Гальярдоном. Некоторые газеты даже предполагали возможность внутреннего конфликта между сторонниками обоих политиков. Источники, близкие к Народной партии, отрицали наличие конфликта. Появление обоих политиков на предвыборных мероприятиях вместе остановили или, по крайней мере, уменьшили разговоры о внутреннем конфликте в НП.

### Объединённые левые
Объединённые левые являются коалицией нескольких левых партий и движений. Разногласия между основной силой коалиции, коммунистами (КПИ) во главе с Кайо Лара, и сторонниками федерального координатора Гаспара Льямасареса (в дальнейшем — «Открытая левая», привели к первичным выборам в октябре—ноябре 2007 года. Соперником Льямасареса на них стала Маргарита Санс, генеральный секретарь Коммунистической партии Страны Валенсия (валенсийская федерации КПИ). 14 ноября Льямасарес был объявлен победителем, получив более 60 % голосов. После этого три члена Компартии, в том числе, бывший генсекретарь КПИ Фелипе Алькарас, были исключены из Руководящего комитета.
Объединённые левые выставили свои списки во всех избирательных округах; во многих из них они баллотировались совместно с другими партиями. Так, в Каталонии партнёром коалиции стала "Инициатива для Каталонии—"Зелёные"", в Астурии местные «зелёные» и Блок за Астурию, а в Кастилии-Леоне местная федерация Республиканской левой.
В борьбе за право возглавить список коалиции в Севилье Алькарас, представлявший эту провинцию в Конгрессе с 1993 по 2004 год, с большим отрывом уступил мэру Кармоны Себастьяну Мартину Рецио, поддержанному коммунистами-«критиками» и Коллективом рабочего единства. В Валенсии разгорелась борьба за место ведущего кандидата в провинции Валенсии, одном из традиционных районов, где КПИ часто выигрывала мандаты. Соперником действующего депутата Исаура Наварро, профсоюзного юриста, стал коммунист и профсоюзный деятеля Антонио Монтальбан. После жарких дебатов по вопросам идеологии, поддержки Льямасареса и сотрудничества с Валенсийским националистическим блоком (Блок) руководство Объединённых левых Страны Валенсии сделали выбор в пользу Монтальбана, отказавшись от коалиции с валенсийскими националистами. Это привело к расколу. Наварро и её сторонники создали свою партию, «Инициатива для народа Валенсии», создав альянс с партией Блок и зелёными из Экологической левой Страны Валенсия. В конечном счёте, обе левые коалиции в Валенсии остались без мандатов.

### Регионалисты
В августе 2007 года Республиканская левая Каталонии (РЛК) избрала лидером на выборах назначен своего представителя в каталонском парламенте Жоана Ридао. РЛК участвовала в выборах в Каталонии, а также и Валенсии (Республиканская левая Страны Валенсии) и на Мальорке вместе с националистами и «зелёными» в составе коалиции «Единство для островов».
В ноябре 2007 года каталонская националистическая коалиция «Конвергенция и Союз» (КиС) утвердила своим главным кандидатом лидера Демократического союза Каталонии Жосепа Антони Дурана и Льейду. КиС выставил своих кандидатов во всех четырёх провинциях Каталонии.
Баскская националистическая партия (БНП) выдвинула своих кандидатов только в трёх баскских провинциях. Партийный список в Бискайе, самой большой из всех трёх провинций), возглавил депутат Жосу Эркорека. В Наварре БНП участвовала в выборах как часть коалиции «Наварре — Да».
Действующий депутат от Союза арагонцев певец и писатель Хосе Антонио Лабордета объявил о своём отказе переизбираться и новым лидером партии стал историк и региональный депутат Бисен Фустер.

## Предвыборная кампания
Хотя официальный период предвыборной кампании в Испании длится только 15 дней до выборов (за исключением дня, предшествующего выборам), многие партии, особенно Народная и ИСРП, начинают свои «предвыборные кампании» за много месяцев до дня голосования.
Первая фаза кампании ИСРП была проведена под лозунгом «С Z за Сапатеро» (исп. Con Z de Zapatero), шутка, основанная на привычке социалистического премьер-министра произносить слова, оканчивающиеся на D, как будто они заканчиваются Z. Кампания была связана с такими понятиями, как равенство (Igualdad—Igualdaz) и солидарность (Solidaridad—Solidaridaz), подчёркивая политику, проводимую действующим правительством. Вторая фаза была проведена под лозунгами «Позитивный взгляд» (исп. La Mirada Positiva), призванным подчеркнуть платформу будущего правительства, и «Голосуйте со всеми своими силами» (исп. Vota con todas tus fuerzas) с целью мобилизации нерешительных или потенциально воздерживающихся избирателей. Другим распространенным лозунгом в рамках всей кампании был «Причины верить» (исп. Motivos para creer).
Народная партия для своей предвыборной кампании использовала лозунг «С Рахоем это возможно» (исп. Con Rajoy es Posible). Обычно акцентируя внимание на рекламных предложениях, таких как «Свести концы с концами, с Рахоем это возможно» (исп. Llegar a fin de mes, Con Rajoy es Posible). «Объединённые левые» обвинили Народную партию в копировании своего лозунга на последних муниципальных выборов.
«Объединённые левые» выбрали предвыборный слоган «Льямасарес + Более левые» (исп. LlamazarES + Más Izquierda), обращая внимание на свою позицию третьей национальной политической силы.
Основной темой предвыборной кампании стали экономические проблемы. Причиной тому стали ряд факторов:
- Замедление роста цен на рынке жилья, в некоторых районах цены даже начинают падать.
- Резкий рост цен на некоторые основные товары.
- Глобальная нестабильность в результате рыночной неопределённости.
- Рост безработицы.

Внезапное возникновение экономики как главной политической проблемы произошло после нескольких лет устойчивого экономического роста и побудило некоторых наблюдателей предположить, что правительство могло бы выиграть от назначения досрочных выборов. В дополнение к этим факторам обе основные партии выдвинули конкурирующие предложения по налогообложению. Так, Народная партия предлагала сократить налоги и повысить минимальный порог для взимания подоходного налога.

## Опросы
Результаты предвыборных опросов общественного мнения приведены в таблице ниже в обратном хронологическом порядке, показывая самые последние первыми. Приведены последние даты опроса, а не дата публикации. Если такая дата неизвестна, указана дата публикации. Самый высокий процент в каждом опросе отображается жирным шрифтом и выделен цветом ведущего участника. Колонка справа показывает разницу между двумя ведущими партиями в процентных пунктах. Если конкретный опрос не показывает данные для какой-либо из партий, ячейки этой партии, соответствующая данному опросу показана пустой. Светло-зелёным цветом выделены экзит-поллы, светло-розовым — опрос, проведённый после даты официального запрета публикации итогов опросов общественного мнения, светло-жёлтым — многосценарные прогнозы.
| Организация                                                              | Дата         | Испанская социалистическая рабочая партия | Народная партия | Объединённые левые | Конвергенция и Союз | Республиканская левая Каталонии |     | Предел погрешности | Количество опрошенных | Разница |  |  |
| ------------------------------------------------------------------------ | ------------ | ----------------------------------------- | --------------- | ------------------ | ------------------- | ------------------------------- | --- | ------------------ | --------------------- | ------- |  |  |
| Организация                                                              | Дата         |                                           |                 |                    |                     |                                 |     |                    |                       |         |  |  |
| Итоги выборов Архивная копия от 21 января 2016 на Wayback Machine        | 9 марта 2008 | 43,9                                      | 39,9            | 3,8                | 3,0                 | 1,2                             | 1,2 |                    |                       | 4,0     |  |  |
|                                                                          |              |                                           |                 |                    |                     |                                 |     |                    |                       |         |  |  |
| Demométrica Архивная копия от 2 апреля 2017 на Wayback Machine           | 9 марта 2008 | 44,9                                      | 36,9            | 5,2                | 2,7                 | 1,5                             | 1,4 |                    |                       | 8,0     |  |  |
| TNS Demoscopia Архивная копия от 2 апреля 2017 на Wayback Machine        | 9 марта 2008 | 43,3                                      | 38,0            | 5,2                | 3,1                 | 2,3                             | 1,6 |                    | 40 000                | 5,3     |  |  |
| Opina Архивная копия от 23 сентября 2015 на Wayback Machine              | 9 марта 2008 | 44,5                                      | 37,5            | 5,0                | 2,5                 | 2,0                             | 1,1 |                    |                       | 7,0     |  |  |
| Ipsos-Eco Consulting Архивная копия от 6 октября 2016 на Wayback Machine | 9 марта 2008 | 45,0                                      | 38,6            | 3,4                | 3,1                 | 1,2                             | 1,4 |                    | 210 000               | 6,4     |  |  |
| GESOP                                                                    | 8 марта 2008 | 43,4                                      | 38,1            |                    |                     |                                 |     | ±3,1 pp            | 1 000                 | 5,3     |  |  |
| GESOP (недоступная ссылка)                                               | 7 марта 2008 | 43,0                                      | 39,0            |                    |                     |                                 |     | ±3,1 pp            | 1 000                 | 4,0     |  |  |
| GESOP                                                                    | 6 марта 2008 | 42,6                                      | 38,6            |                    |                     |                                 |     | ±2,8 pp            | 1 200                 | 4,0     |  |  |
| Sigma Dos Архивная копия от 2 апреля 2017 на Wayback Machine             | 5 марта 2008 | 43,1                                      | 39,3            | 4,9                | 2,9                 | 1,6                             | 1,5 | ±3,2 pp            | 1 000                 | 3,8     |  |  |
| GESOP Архивная копия от 4 марта 2016 на Wayback Machine                  | 5 марта 2008 | 42,4                                      | 39,0            |                    |                     |                                 |     | ±3,1 pp            | 1,000                 | 3,4     |  |  |
| GESOP                                                                    | 4 марта 2008 | 41,5                                      | 39,0            |                    |                     |                                 |     | ±4,0 pp            | 600                   | 2,5     |  |  |
| Demoibérica Архивная копия от 17 октября 2013 на Wayback Machine[CV]     | 3 марта 2008 | 41,4                                      | 39,2            |                    |                     |                                 |     |                    |                       | 2,2     |  |  |
| Opina                                                                    | 2 марта 2008 | 43,5                                      | 38,0            | 5,0                | 2,8                 | 1,6                             | 1,2 | ±3,1 pp            | 1 000                 | 5,5     |  |  |
| Ipsos-Eco Consulting                                                     | 2 марта 2008 | 43,4                                      | 38,5            | 5,3                | 3,0                 | 1,9                             | 1,6 |                    |                       | 4,9     |  |  |
| Demométrica                                                              | 2 марта 2008 | 44,1                                      | 38,0            | 5,2                |                     |                                 |     | ±2,1 pp            | 3 000                 | 6,1     |  |  |
| Opina                                                                    | 1 марта 2008 | 44,0                                      | 38,0            | 5,0                | 2,7                 | 1,5                             | 1,2 | ±3,1 pp            | 1 000                 | 6,0     |  |  |
| Demométrica                                                              | 1 марта 2008 | 44,3                                      | 38,0            |                    |                     |                                 |     | ±2,1 pp            | 3 000                 | 6,3     |  |  |
| Sigma Dos Архивная копия от 27 мая 2018 на Wayback Machine               | 1 марта 2008 | 43,4                                      | 39,3            | 4,4                | 3,2                 | 1,9                             | 1,5 | ±1,2 pp            | 11 000                | 4,1     |  |  |
| Obradoiro de Socioloxia                                                  | 1 марта 2008 | 43,9                                      | 39,5            | 4,8                | 2,7                 |                                 |     | ±1,0 pp            | 7 200                 | 4,4     |  |  |
|                                                                          |              |                                           |                 |                    |                     |                                 |     |                    |                       |         |  |  |

## Результаты

### Конгресс депутатов
Полужирным шрифтом выделены партии и коалиции, завоевавшие хотя бы одно место в Конгрессе депутатов.
| Партии и коалиции                        | Партии и коалиции                                        | Партии и коалиции                                                 | Лидер                                 | Голоса      | Голоса | Голоса | Места | Места |
| Партии и коалиции                        | Партии и коалиции                                        | Партии и коалиции                                                 | Лидер                                 | Голоса      | %      | ±п.п.  | Места | +/−   |
| ---------------------------------------- | -------------------------------------------------------- | ----------------------------------------------------------------- | ------------------------------------- | ----------- | ------ | ------ | ----- | ----- |
|                                          | Испанская социалистическая рабочая партия                | исп. Partido Socialista Obrero Español, PSOE                      | Хосе Луис Родригес Сапатеро           | 11 289 335  | 43,87  | ▲1,28  | 169   | ▲5    |
|                                          | Народная партия                                          | исп. Partido Popular, PP                                          | Мариано Рахой                         | 10 278 010  | 39,94  | ▼2,23  | 154   | ▲6    |
|                                          | Объединённые левые                                       | исп. Izquierda Unida, IU                                          | Гаспар Льямасарес                     | 969 946     | 3,77   | ▼1,19  | 2     | ▼3    |
|                                          | Конвергенция и Союз                                      | кат. Convergència i Unió, CiU                                     | Жосеп Антони Дуран и Льейда           | 779 425     | 3,03   | ▼0,20  | 10    | ▼5    |
|                                          | Баскская националистическая партия                       | баск. Euzko Alderdi Jeltzalea, EAJ                                | Жосу Эркорека                         | 306 128     | 1,19   | ▼0,44  | 6     | ▼1    |
|                                          | Союз, прогресс и демократия                              | исп. Unión Progreso y Democracia, UPyD                            | Роса Диес Гонсалес                    | 306 079     | 1,19   | Новая  | 1     | ▲1    |
|                                          | Республиканская левая Каталонии                          | кат. Esquerra Republicana de Catalunya, ERC                       | Жоан Ридао                            | 298 139     | 1,16   | ▼1,36  | 3     | ▼5    |
|                                          | Галисийский националистический блок                      | галис. Bloque Nacionalista Galego, BNG                            | Франсиско Хоркера                     | 212 543     | 0,83   | ▲0,02  | 2     | ▬     |
|                                          | Канарская коалиция–КНП                                   | исп. Coalición Canaria—Partido Nacionalista Canario, CC—PNC       | Паулино Риверо                        | 174 629     | 0,68   | ▼0,25  | 2     | ▼1    |
|                                          | Андалусистская коалиция                                  | исп. Coalición Andalucista, CA                                    | Пилар Гонсалес                        | 68 679      | 0,27   | ▼0,52  | 0     | —     |
|                                          | «Наварре — Да»                                           | баск. Nafarroa Bai, NaBai                                         | Ухуэ Баркос                           | 62 398      | 0,24   | ▬      | 1     | ▬1    |
|                                          | Баскская солидарность                                    | баск. Eusko Alkartasuna, EA                                       | Некане Альцелай                       | 50,371      | 0,20   | ▼0,11  | 0     | ▼1    |
|                                          | Граждане — Гражданская партия                            | исп. Ciudadanos-Partido de la Ciudadanía, C's                     | Альберт Ривера                        | 46 313      | 0,18   | Новая  | 0     | —     |
|                                          | Партия против боёв быков и плохого обращения с животными | исп. Partido Antitaurino Contra el Maltrato Animal, PACMA         |                                       | 44 795      | 0,17   | Новая  | 0     | —     |
|                                          | «Зелёные                                                 | исп. Los Verdes                                                   | Жоан Омс                              | 41 531      | 0,16   | ▲0,10  | 0     | —     |
|                                          | Арагонская партия                                        | араг. Partido Aragonés, PA                                        | Тереса Пералес                        | 40 054      | 0,16   | ▲0,02  | 0     | —     |
|                                          | Союз арагонцев                                           | араг. Chunta Aragonesista, CHA                                    | Бисен Фустер                          | 38 202      | 0,15   | ▼0,21  | 0     | ▼1    |
|                                          | «Новые Канары»—Канарский националистический центр        | исп. Nueva Canarias—Centro Canario Nacionalista, NC—CCN           | Марино Алдуан                         | 38 024 0.15 | 0,15   | Новая  | 0     | —     |
|                                          | «Зелёные—Зелёные группы»                                 | исп. Los Verdes–Grupo Verde, LV-GV                                | Эстебан Кабаль                        | 30 840      | 0,12   | ▲0,07  | 0     | —     |
|                                          | Аралар                                                   | баск. Aralar                                                      | Иньяки Ирасабальбейтиа                | 29 989      | 0,12   | ▼0,03  | 0     | —     |
|                                          | БЛОК—«Инициатива»—«Зелёные»                              | вал. Bloc Nacionalista Valencià-Iniciativa-Verds, BLOC-IdPV-EV-EE | Исаура Наварро                        | 29 760      | 0,12   | ▼0,04  | 0     | —     |
|                                          | «Единство для островов»                                  | кат. Unitat per les Illes                                         | Пере Самполь                          | 25 454      | 0,16   | ▼0,10  | 0     | —     |
|                                          | Партии, набравшие менее 0,1 % голосов                    | Партии, набравшие менее 0,1 % голосов                             | Партии, набравшие менее 0,1 % голосов | 280 213     | 1,09   | ▼0,32  | 0     | —     |
|                                          | Пустые бюллетени                                         | Пустые бюллетени                                                  | Пустые бюллетени                      | 286 182     | 1,11   | ▼0,47  |       |       |
|                                          |                                                          |                                                                   |                                       |             |        |        |       |       |
| Всего                                    | Всего                                                    | Всего                                                             | Всего                                 | 25 734 863  | 100,00 |        | 350   | —     |
| Недействительные голоса                  | Недействительные голоса                                  | Недействительные голоса                                           | Недействительные голоса               | 165 576     | 0,64   | ▲0,37  |       |       |
| Зарегистрировано / Явка                  | Зарегистрировано / Явка                                  | Зарегистрировано / Явка                                           | Зарегистрировано / Явка               | 35 073 179  | 73,85  | ▼1,81  |       |       |
|                                          |                                                          |                                                                   |                                       |             |        |        |       |       |
| Источник: Ministerio del Interior (исп.) |                                                          |                                                                   |                                       |             |        |        |       |       |

1. ↑  В том числе, 25 депутат от Партии социалистов Каталонии и 9 от Социалистической партии Страны Басков–«Левые Страны Басков»[англ.]
2. ↑  В том числе, 2 депутата от Союза наваррского народа
3. ↑  Результаты сравниваются с общими итогами выборов 2000 года «Объединённых левых», Инициатива для Каталонии—«Зелёные» и Независимых социалистов Эстремадуры, не учитывая результатов на Балеарских островах
4. ↑  Из них, 1 депутат от Инициативы для Каталонии—«Зелёные»
5. ↑  Из них, 6 депутатов от ДКК и 4 от ДСК
6. ↑  2 депутата от Канарских независимых
7. ↑  Андалусистская партия, Партия социалистов Андалусии, Андалусская левая, Андалусский форум, Освобождённая Андалусия, Общественная партия центра, Национальная ассамблея Андалусии, Народное единство Андалусии и Андалусская конвергенция, результаты сравниваются с результатами Андалусистской партии и Партии социалистов Андалусии на выборах 2004 года
8. ↑  Независимый
9. ↑  Только в Стране Басков, в Наварре в составе коалиции «Наварре — Да»
10. ↑  Включая «Зелёных» Эстремадуры и Страны Басков, в коалиции с «Зелёными» Астурии, Мальорки, Менорки, Мадрида, «Экопацифистами» в Валенсии, «Зелёными—Зелёный вариант» в Каталонии и «Еврозелёными» в Андалусии
11. ↑  Коалиция партий «Новые Канары[англ.]», Канарский националистический центр[англ.], «Новая Гран-Канария», «Новая Фуэртевентура» и Националистическая партия Лансароте
12. ↑  Коалиция Валенсийского националистического блока и партий «Инициатива для народа Валенсии» и «Зелёные-Экологическая левая Страны Валенсия»
13. ↑  Коалиция Социалистической партии Мальорки—Националистическое соглашение, Мальоркинского союза, Соглашения для Мальорки, «Зелёных Менорки», балеарской федерации РЛК и независимых; участвовала в выборах только на Мальорке, на остальных островах совместно с Партией социалистов Балеарских островов (ИСРП); результаты сравниваются с общим итогом выборов 2004 года для Балеарских прогрессистов и Мальоркинского союза
14. ↑  «За более справедливый мир», «Еврозелёные», Демократическая общественная партия, Коммунистическая партия народов Испании, «Граждане против всех», Испанская фаланга, «Национальная демократия», «Зелёные—Экологическая альтернатива», Партия семьи и жизни, Гуманистическая партия, Партия Альмерии, «Зелёные—Зелёные», «Каннабис в Наварре», Интернационалистская социалистическая рабочая партия, Испанская альтернатива, «Испания 2000», Республиканская партия Каталонии, Валенсийская коалиция, «Пустые места—Альтернатива», «Земля комунера», Аутентичная фаланга, Союз леонского народа, Интернационалистская солидарность и самоуправление, Альтернатива для водителей и спорта, Партия действия пенсионеров, Республиканская левая, Риохская партия, Национальный альянс, Альтернативный Белый, «Единая Эстремадура», «Зелёные—Зелёная альтернатива», Карлистская партия, Партия Каталония (Испания), Партия некурящих, Союз для Леганеса, Испанский фронт, Либеральный демократический центр, Валенсийский националистический выбор, Демократический и социальный центр, «Помочь Астурии», Регионалистская партия Страны Леон, Испанский демократический центр, Канарская националистическая альтернатива, Партия гражданских свобод, «Единство», Либеральная партия занятости и государственного жилья, «Интернациональная борьба», «Единство народа», «За Валенсийскую республику», Центристская партия, Движение за единство канарского народа, Объединённая гражданская партия Арагона, Независимый прогрессистский гражданский союз Канарских островов, Идентичность Королевства Валенсия, Регионалистское единство Кастилии и Леона, Государственная юнионистская партия Испания, «Люди Эль-Бьерсо», Партия балеарских островитян, Христианская позитивистская партия, Карлистское традиционалистское причастие, Астурианская демократическая конвергенция, Инициатива Мериндадес, «Кастильское единство», Партия Европейско-Ибероамериканского альянса, Коалиция трудящихся за демократию, Регионалистская партия Гвадалахары, Балеарский альянс, Ассамблея за электронное голосование, Либеральный центристский союз, Альянс за Бургос, Бургосская гражданская инициатива, «Мы», Независимые для Куэнки, Гражданская группа, Движение фалангистов Испании, Астурианское националистическое единство, Партия топора

### Сенат
В выборах 208 сенаторов приняли участие 26 125 239 человек (74,49 %). Недействительных бюллетеней — 597 299 (2,29 %), пустых бюллетеней —  524 750 (2,06 %).
| Партии и коалиции                                                                          | Партии и коалиции                         | Партии и коалиции                            | Лидер                       | Места | Места |
| Партии и коалиции                                                                          | Партии и коалиции                         | Партии и коалиции                            | Лидер                       | Места | +/−   |
| ------------------------------------------------------------------------------------------ | ----------------------------------------- | -------------------------------------------- | --------------------------- | ----- | ----- |
|                                                                                            | Народная партия                           | исп. Partido Popular, PP                     | Мариано Рахой               | 101   | ▼1    |
|                                                                                            | Испанская социалистическая рабочая партия | исп. Partido Socialista Obrero Español, PSOE | Хосе Луис Родригес Сапатеро | 88    | ▲7    |
|                                                                                            | Каталонское соглашение о прогрессе        | исп. Entesa Catalana de Progrés              | Рамон Алеу и Жорнет         | 12    | ▲4    |
|                                                                                            | Конвергенция и Союз                       | исп. Convergència i Unió, CiU                | Жосеп Антони Дуран и Льейда | 4     | ▬     |
|                                                                                            | Баскская националистическая партия        | баск. Euzko Alderdi Jeltzalea, EAJ           | Жосу Эркорека               | 2     | ▼4    |
|                                                                                            | Канарская коалиция                        | исп. Coalición Canaria, CC                   | Паулино Риверо              | 1     | ▼2    |
|                                                                                            |                                           |                                              |                             |       |       |
| Всего                                                                                      | Всего                                     | Всего                                        | Всего                       | 208   | ▬     |
|                                                                                            |                                           |                                              |                             |       |       |
| Источник: Ministerio del Interior Архивная копия от 30 июня 2016 на Wayback Machine (исп.) |                                           |                                              |                             |       |       |

1. ↑  В том числе, 3 сенатора от Союза наваррского народа[исп.]
2. ↑  Без Партии социалистов Каталонии
3. ↑  Из них, 1 независимый от «Ивисы за перемены»
4. ↑  Коалиция Партии социалистов Каталонии, Республиканской левой, Инициативы для Каталонии и «Объединённые левые и Альтернатива»
5. ↑  Из них, 8 сенаторов от Партии социалистов, 3 от Республиканской левой и 1 от Инициативы для Каталонии
6. ↑  Все 4 от ДКК
7. ↑  От Группы независимых Иерро

## Результаты по регионам
Распределение голосов и мандатов за партии и коалиции по регионам Испании. Указаны только партии, набравшие не менее 0,1 % во всей Испании или не менее 0,4 % в автономном сообществе.
| Регион            | Народная партия | Народная партия | Социалисты | Социалисты | Левые      | Левые | СПД        | СПД   | Граждане   | Граждане | Защитники животных | Защитники животных | Зелёные    | Зелёные | Регионалисты | Регионалисты | Всего |
| Регион            | Голоса (%)      | Места           | Голоса (%) | Места      | Голоса (%) | Места | Голоса (%) | Места | Голоса (%) | Места    | Голоса (%)         | Места              | Голоса (%) | Места   | Голоса (%)   | Места        | Всего |
| ----------------- | --------------- | --------------- | ---------- | ---------- | ---------- | ----- | ---------- | ----- | ---------- | -------- | ------------------ | ------------------ | ---------- | ------- | ------------ | ------------ | ----- |
| Андалусия         | 38,2            | 25              | 51,9       | 36         | 5,1        | 0     | 0,9        | 0     | 0,1        | 0        | 0,2                | 0                  | 0,3        | 0       | 1,7          | 0            | 61    |
| Арагон            | 37,0            | 5               | 46,4       | 8          | 2,8        | 0     | 1,1        | 0     | 0,1        | —        | 0,2                | 0                  | —          | —       | 10,3         | 0            | 13    |
| Астурия           | 41,6            | 4               | 46,9       | 4          | 7,2        | 0     | 1,4        | 0     | < 0,1      | 0        | 0,2                | 0                  | —          | —       | 0,2          | 0            | 8     |
| Балеары           | 44,0            | 4               | 44,2       | 4          | 2,8        | 0     | 0,7        | 0     | 0,2        | 0        | 0,3                | 0                  | —          | —       | 5,5          | 0            | 8     |
| Валенсия          | 51,6            | 19              | 41,0       | 14         | 2,7        | 0     | 0,7        | 0     | < 0,1      | 0        | 0,2                | 0                  | 0,3        | 0       | 1,6          | 0            | 33    |
| Галисия           | 43,9            | 11              | 40,6       | 10         | 1,4        | 0     | 0,6        | 0     | < 0,1      | 0        | 0,2                | 0                  | —          | —       | 11,5         | 2            | 23    |
| Канары            | 35,0            | 6               | 39,6       | 7          | 1,3        | 0     | 0,4        | 0     | < 0,1      | 0        | < 0,1              | 0                  | 0,5        | 0       | 21,5         | 2            | 15    |
| Кантабрия         | 50,0            | 3               | 43,6       | 2          | 2,3        | 0     | 1,4        | 0     | < 0,1      | 0        | 0,2                | 0                  | —          | —       | —            | —            | 5     |
| Кастилия-Ла-Манча | 49,4            | 12              | 44,5       | 9          | 2,9        | 0     | 1,1        | 0     | < 0,1      | 0        | < 0,1              | 0                  | —          | —       | 0,2          | 0            | 21    |
| Кастилия-Леон     | 50,0            | 18              | 42,8       | 14         | 2,5        | 0     | 1,5        | 0     | 0,1        | 0        | 0,2                | 0                  | 0,1        | 0       | 0,4          | 0            | 32    |
| Каталония         | 16,4            | 8               | 45,4       | 25         | 4,9        | 1     | 0,2        | 0     | 0,7        | 0        | 0,3                | 0                  | 0,2        | 0       | 29,3         | 13           | 47    |
| Мадрид            | 49,2            | 18              | 39,7       | 15         | 4,7        | 1     | 3,7        | 1     | 0,1        | 0        | 0,1                | 0                  | —          | —       | 0,3          | 0            | 35    |
| Мурсия            | 61,2            | 7               | 32,9       | 3          | 2,9        | 0     | 0,9        | 0     | < 0,1      | 0        | 0,2                | 0                  | 0,5        | 0       | —            | —            | 10    |
| Наварра           | 39,2            | 2               | 34,8       | 2          | 3,3        | 0     | 0,8        | 0     | < 0,1      | 0        | 0,2                | 0                  | —          | —       | 19,1         | 1            | 5     |
| Риоха             | 49,5            | 2               | 43,6       | 2          | 1,3        | 0     | 0,5        | 0     | < 0,1      | 0        | —                  | —                  | 0,5        | 0       | 1,5          | 0            | 4     |
| Страна Басков     | 18,5            | 3               | 38,1       | 9          | 4,5 %      | 0     | 0,1        | 0     | < 0,1      | 0        | 0,4                | 0                  | 0,6        | 0       | 34,2         | 6            | 18    |
| Эстремадура       | 41,2            | 5               | 52,3       | 5          | 3,0        | 0     | 0,8        | 0     | < 0,1      | 0        | 0,1                | 0                  | 0,3        | 0       | 0,3          | 0            | 10    |
| Сеута             | 55,1            | 1               | 40,5       | 0          | 0,7        | 0     | 1,3        | 0     | < 0,1      | 0        | 0,3                | 0                  | —          | —       | —            | —            | 1     |
| Мелилья           | 49,0            | 1               | 48,1       | 0          | —          | —     | 1,1        | 0     | 0,1        | 0        | —                  | —                  | —          | —       | —            | —            | 1     |
| Всего             | 39,9            | 154             | 43,8       | 169        | 3,8        | 2     | 1,1        | 1     | 0,2        | 0        | 0,2                | 0                  | 0,2        | 0       |              | 24           | 350   |

1. ↑  Объединённые левые—«Зелёные», «Вызов для Андалусии» и «Альтернатива»
2. ↑  Андалусистская коалиция — 1,5 %, Партия Альмерии — 0,2 %
3. ↑  Арагонская партия — 5,2 %, Союз арагонцев — 5,0 %
4. ↑  Вместе с Блоком за Астурию и «Зелёными»
5. ↑  Вместе с «Объединёнными левыми»
6. ↑  Вместе с «Зелёными» и левыми регионалистами
7. ↑  Вместе с «Объединёнными левыми»
8. ↑  «Единство для островов» — 5,4 %
9. ↑  Вместе с «Зелёными»
10. ↑  «Объединённые левые Страны Валенсия» и «Объединённые левые и республиканцы Страны Валенсии»
11. ↑  БЛОК—«Инициатива»—«Зелёные» — 1,1 %
12. ↑  Вместе с Партией социалистов Галисии
13. ↑  ГНБ — 11,5 %
14. ↑  ГНБ
15. ↑  Канарская коалиция—КНП — 17,5 %, «Новые Канары—Канарский центр» — 3,8 %
16. ↑  Канарская коалиция
17. ↑  ПСК
18. ↑  «Объединённые левые и альтернатива» и «Инициатива для Каталонии—Зелёные»
19. ↑  КиС — 20,9 %, РЛК — 7,8 %
20. ↑  КиС — 10, РЛК — 3
21. ↑  Вместе с «Объединёнными левыми»
22. ↑  «Зелёные региона Мурсия»
23. ↑  Вместе с Союзом наваррского народа[исп.]
24. ↑  Объединённые левые Наварры
25. ↑  «Наварре — Да» (коалиция БНП, БС, партии «Ассамблея»[баск.] и независимых) — 18,4 %, «Каннабис в Наварре» — 0,7 %
26. ↑  «Наварре — Да»
27. ↑  Риохская партия — 1,5 %
28. ↑  Социалистическая партия Страны Басков–«Левые Страны Басков»
29. ↑  «Объединённые левые Страны Басков»
30. ↑  БНП — 27,1 %, Баскская солидарность — 4,5 %, Аралар[баск.] — 2,7 %
31. ↑  БНП — 6
32. ↑  «Зелёные Эстремадуры»

Народная партия выиграла выборы в 9 автономных сообществах из 17 и в 26 провинциях из 50, в том числе в Мадриде, а также в Сеуте и Мелилье. Социалисты победили в 8 автономных сообществах и в 24 провинции, в том числе в Барселоне.

## После выборов
Сразу после подведения итогов выборов стало ясно, что лидер ИСРП Хосе Луис Родригес Сапатеро сохранит своё место премьер-министра Испании. Но так как социалисты не смогли получить абсолютного большинства мест в Конгрессе депутатов, то голосовать за главу правительства пришлось дважды. Первый раунд прошёл 9 апреля 2008 года. За кандидатуру Сапатеро проголосовали только депутаты-социалисты, то есть 168 парламентариев из 350 (1 депутат от ИСРП отсутствовал). Против высказались 158 человек (154 от Народной партии, трое от левых республиканцев и единственный представитель партии «Союз, прогресс и демократия»), 23 депутата (10 от КиС, 6 от БНП, оба левых, по 2 галисийских и канарских националиста, а также депутат от наваррских регионалистов) воздержались. Так как Сапатеро не смог набрать требуемых по закону 176 голосов было назначено повторное голосование.
Второй раунд состоялся 11 апреля 2008 года. За Сапатеро проголосовали 169 депутатов (все от ИСРП), против — 158 человек, 23 парламентария воздержались. Позиции партий, представленных в Конгрессе депутатов по сравнению с первым голосованием не изменились, но для победы во втором раунде требовалось уже не абсолютное большинство, а простое, что и позволило кандидату социалистов добиться своего утверждения на посту премьер-министра.
Поражение Народной партии вызвало разговоры об отставке её лидера Мариано Рахоя. Но на заседании исполнительного комитета партии 11 марта Рахой развеял сомнения по поводу своего будущего, заявив, что на съезде в июне будет вновь претендовать на лидерство.
Исход выборов оказался печальным для Объединённых левых, которые получили свой худший результат в истории, завоевав всего два место в испанском парламенте вместо прежних пяти. Сразу же после выборов лидер коалиции Гаспар Льямасарес подал в отставку. Левые республиканцы Каталонии понесли самые большие потери из всех участников выборов, получив три мандата, по сравнению с предыдущими восьми. Этот результат инициировал в партии внутреннюю дискуссию по поводу идеологии и стратегии.